# 칼린 로빈네스쿠

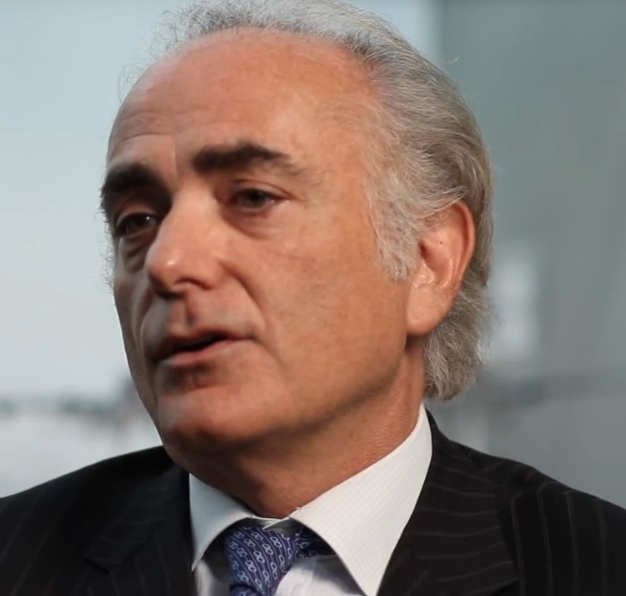

 칼린 로빈네스쿠(영어: Calin Rovinescu, 1955년 9월 16일~)는 캐나다의 기업인으로, 2009년 4월부터 2021년 2월까지 에어 캐나다의 CEO를 지냈다. 캐나다 맥길 대학교에서 학사를, 몬트리올 대학교에서 법학 석사를, 오타와 대학교에서 법학 박사를 받았다. 그의 재임 기간 동안 에어 캐나다는 비약적인 매출 성장을 기록했다.